# NGC 1772
NGC 1772 ist die Bezeichnung eines offenen Sternhaufens im Sternbild Dorado. Das Objekt wurde im Jahr 1826 von James Dunlop entdeckt.